# Beram Kayal
Beram Kayal (hebreiska: בירם כיאל) född 2 maj 1988 i Jadeidi, är en israelisk fotbollsspelare som spelar för Bnei Sakhnin och det israeliska landslaget. Han gjorde sin proffsdebut för Maccabi Haifa strax innan sin artonde födelsedag 2006 och flyttade 124 matcher senare till Celtic 2010.

## Karriär

### Maccabi Haifa
Kayal började karriären som anfallare i Maccabi Haifas ungdomslag innan han förflyttades till mittfältet. Han debuterade i A-laget som 17-åring i en match mot Petah Tikva under andra halvan av säsongen 2005-2006, en match där Maccabi säkrade ligasegern för tredje året i rad. Säsongen därpå tillbringade han mestadels i U19-laget som vann både serien och cupen, innan han blev en startspelare för A-laget säsongen 2007/2008 då han medverkade i totalt 36 matcher. Han blev uppmärksammad i italiensk media då han utsågs till matchens spelare i en match mot Fiorentina i Torneo di Viareggio 2007.

### Celtic
29 juli 2010 skrev Kayal på ett fyraårskontrakt med den skotska klubben Celtic FC.  Han debuterade för klubben 19 augusti 2010 mot FC Utrecht i Europa League och gjorde avtryck direkt genom att spela fram Efrain Juarez till 1-0 efter 18 minuter och dessutom bli utsedd till matchens spelare.  I september tvingades han genomgå en operation på grund av en bråckskada  och var inte tillgänglig för spel igen förrän matchen mot St. Johnstone 26 december 2010. 
Det blev ett inhopp i den matchen för Kayal, och han var tillbaka i startelvan till vinsten i Old Firm-derbyt mot Rangers 2 januari 2011. 
Kayal blev utsedd till månadens spelare i skotska ligan för januari 2011.  Hans tävlingsinriktade inställning och aggressiva spel har gjort att han skördat framgångar i Skottland.  Sitt första mål för klubben gjorde han i en ligamatch mot St. Johnstone 12 april 2011.
Kayal skulle komma att vinna fyra raka ligatitlar med Celtic mellan säsongerna 2011/2012 och 2014/2015, innan han lämnade klubben.

### Charlton Athletic
Den 8 augusti 2019 lånades Kayal ut till Charlton Athletic på ett låneavtal över säsongen 2019/2020.

### Bnei Sakhnin
Den 17 november 2020 värvades Kayal av Bnei Sakhnin, där han skrev på ett treårskontrakt.

## Landslagskarriär
Kayal hade representerat, såväl som gjort mål för Israels U17, U18, U19 och U21-landslag när han debuterade för A-landslaget i en match mot Schweiz 6 september 2008. Sitt första mål i A-landslaget gjorde han i en hemmavinst mot Lettland i kvalet till EM 2012.